# Halina Miączyńska

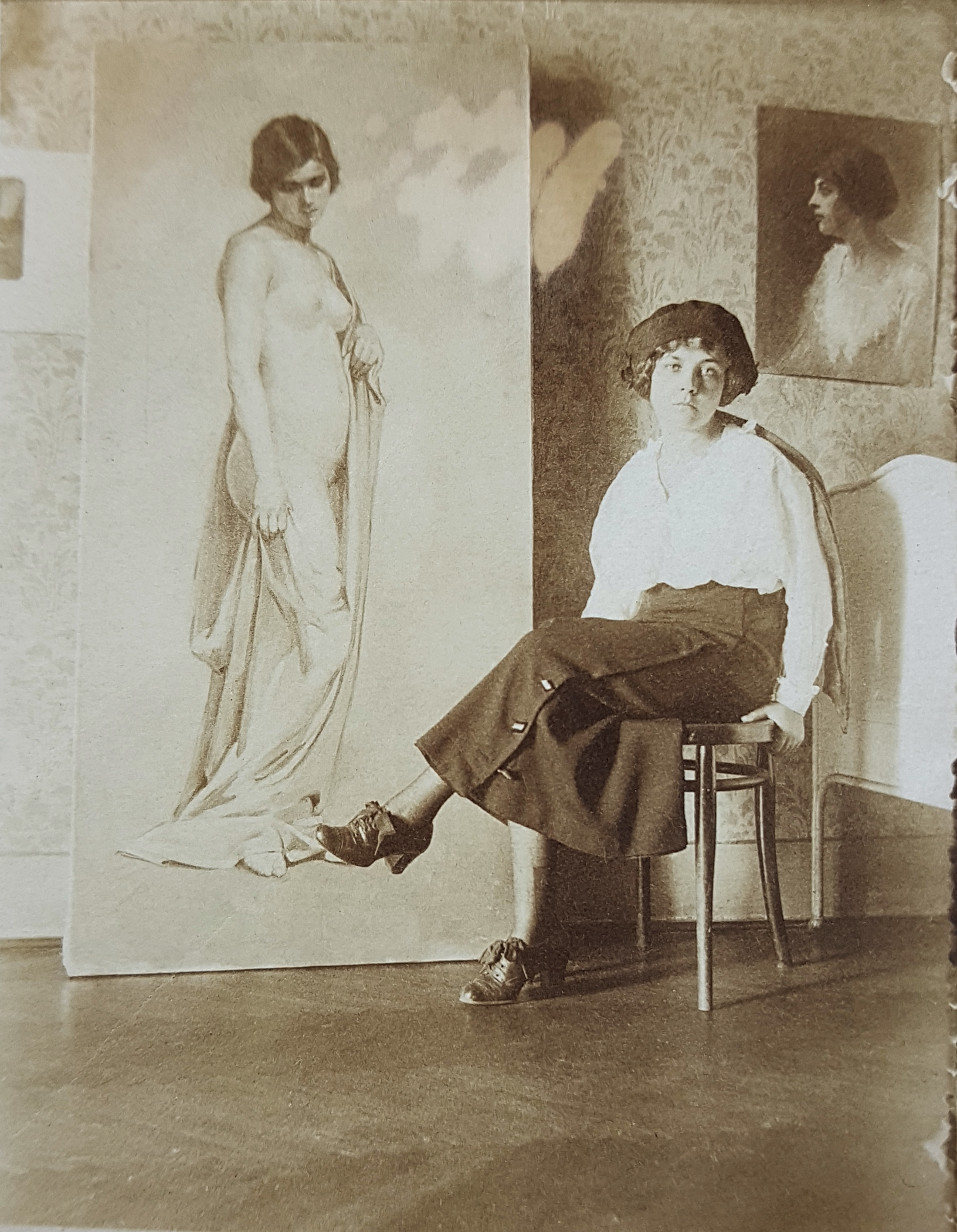
Halina Miączyńska przy pracy

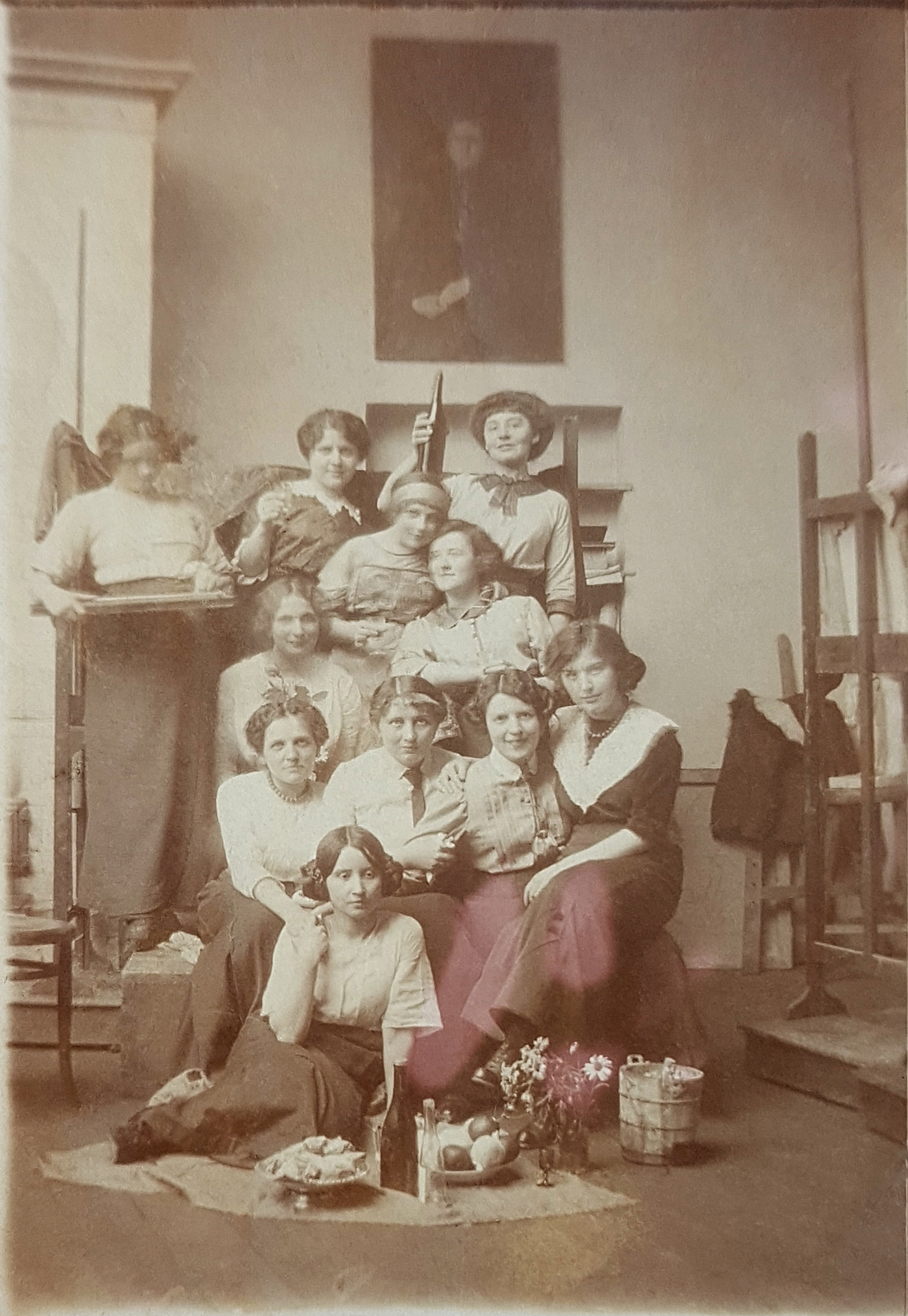
Wyższe Kursy dla Kobiet im. A. Baranieckiego. Halina Miączyńska w opasce na głowie

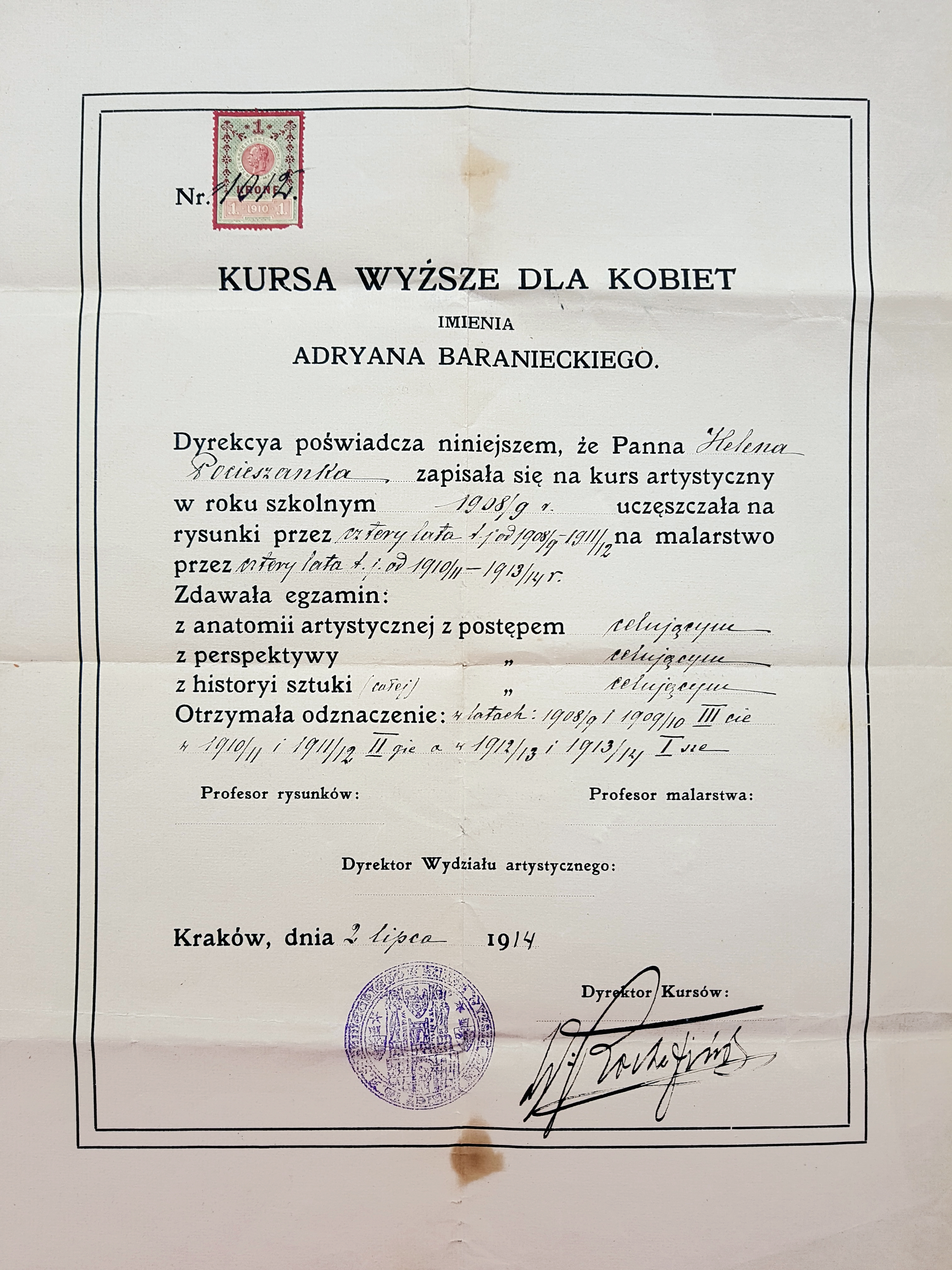
Świadectwo ukończenia Kursów Wyższych dla Kobiet im. A. Baranieckiego z 1914r.

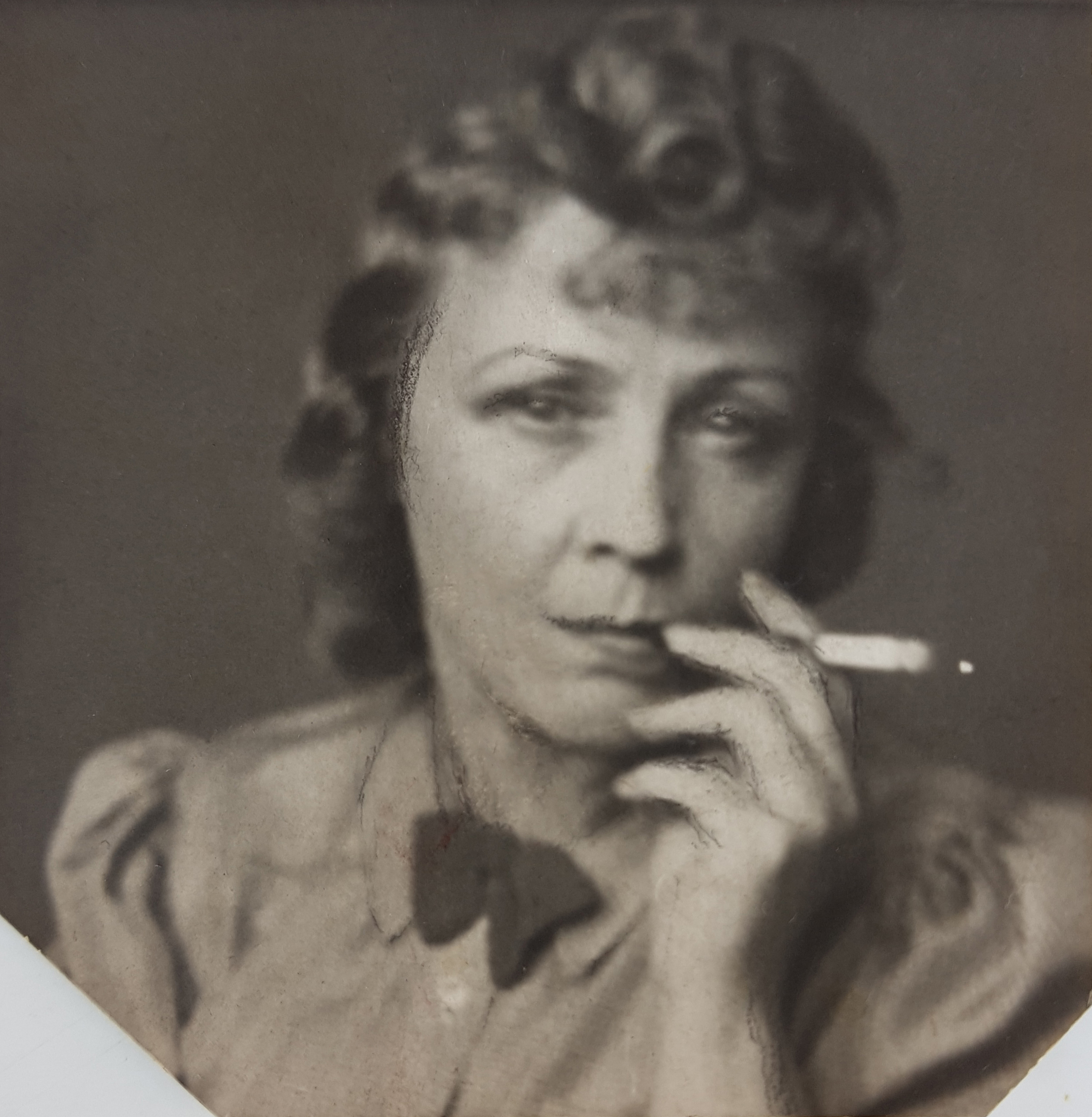
Halina Miączyńska, fot. Pawła Miączyńskiego

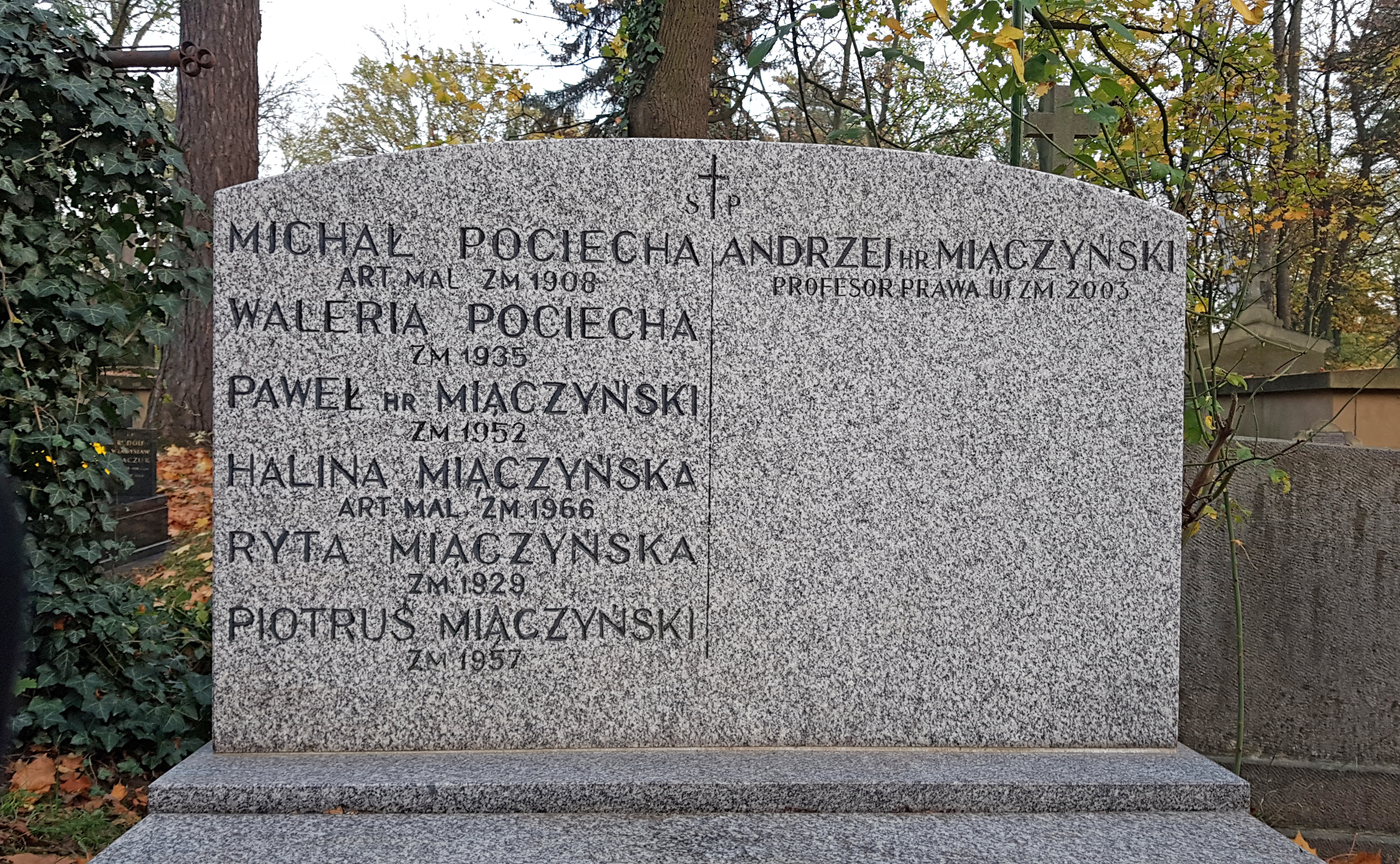
Grób Miączyńskich na cmentarzu Rakowickim w Krakowie

Halina Miączyńska (ur. 6 marca 1892 w Krakowie, zm. 16 maja 1966 tamże) – malarka, jedna z pierwszych studentek Akademii Sztuk Pięknych w Krakowie.

## Życiorys
Jej prawdziwe imiona to Helena Aleksandra. W dokumentach i życiorysach podawała błędną datę urodzenia: 28 listopada 1896. Była córką krakowskiego malarza, Michała Pociechy, i Walerii z domu Muszyńskiej. Miała czterech braci i jedną siostrę. Brat Władysław Pociecha był historykiem, dyrektorem jednej z najstarszych polskich bibliotek – Biblioteki Kórnickiej, a od 1957 roku profesorem na Uniwersytecie Jagiellońskim (UJ) i wicedyrektorem Biblioteki Jagiellońskiej. Brat Stanisław Pociecha był malarzem.
Uczęszczała do Prywatnego Liceum i Gimnazjum Żeńskiego im. Heleny Kaplińskiej w Krakowie, którą ukończyła zdając egzamin maturalny. Po maturze przez jeden rok studiowała na Wydziale Filozoficznym Uniwersytetu Jagiellońskiego. Od 1908 była uczennicą Kursów Wyższych dla Kobiet im. Adrianna Baranieckiego w Krakowie. Przez cztery lata uczęszczała na lekcje rysunku (1908–1912) i cztery lata na lekcje malarstwa (1910–1914). W roku akademickim 1919/1920, obok m.in. Stefanii Feill, Marii Fromowicz, Natalii Milan, Romy Szereszewskiej, Marii Gutkowskiej, rozpoczęła studia w krakowskiej Akademii Sztuk Pięknych jako jedna z pierwszych kobiet, które zostały dopuszczone do studiów. Wybrała pracownię prof. Teodora Axentowicza. Studiowała tylko jeden semestr. Kiedy rozpoczynała swoje studia w akademii, była już mężatką i miała jedno dziecko, córkę Rytę (zwaną w domu Lilusią). Jej mężem był starszy od niej o szesnaście lat Paweł Miączyński – prawnik i przemysłowiec. Rok po opuszczeniu akademii, w wieku 25 lat, urodziła syna Andrzeja (Miączyńskiego) – prawnika, profesora na UJ. Kiedy Ryta miała 12 lat, wykryto u niej guza mózgu. Chirurg doradził operację. Dziewczynka zmarła niedługo po operacji.
Od 1935 roku była członkiem ZPAP. W czasie okupacji – podobnie jak Maria Jaremianka – pracowała w Kawiarni Plastyków przy ul. Łobzowskiej 3 w Krakowie.
Miała pracownię przy ul. Sienkiewicza 14 w Krakowie (na czwartym piętrze). Malowała do końca życia. Paliła mentolowe papierosy, kiedy nie było ich w sklepach, kupowała w aptece mentol i dodawała do zwykłych papierosów.
Zmarła 16 maja 1966 roku w Krakowie. Została pochowana w rodzinnym grobowcu na cmentarzu Rakowickim – kwatera IV A. W tym samym grobowcu spoczywa syn Andrzej Miączyński, który zmarł w 2003 roku.

## Fotogaleria

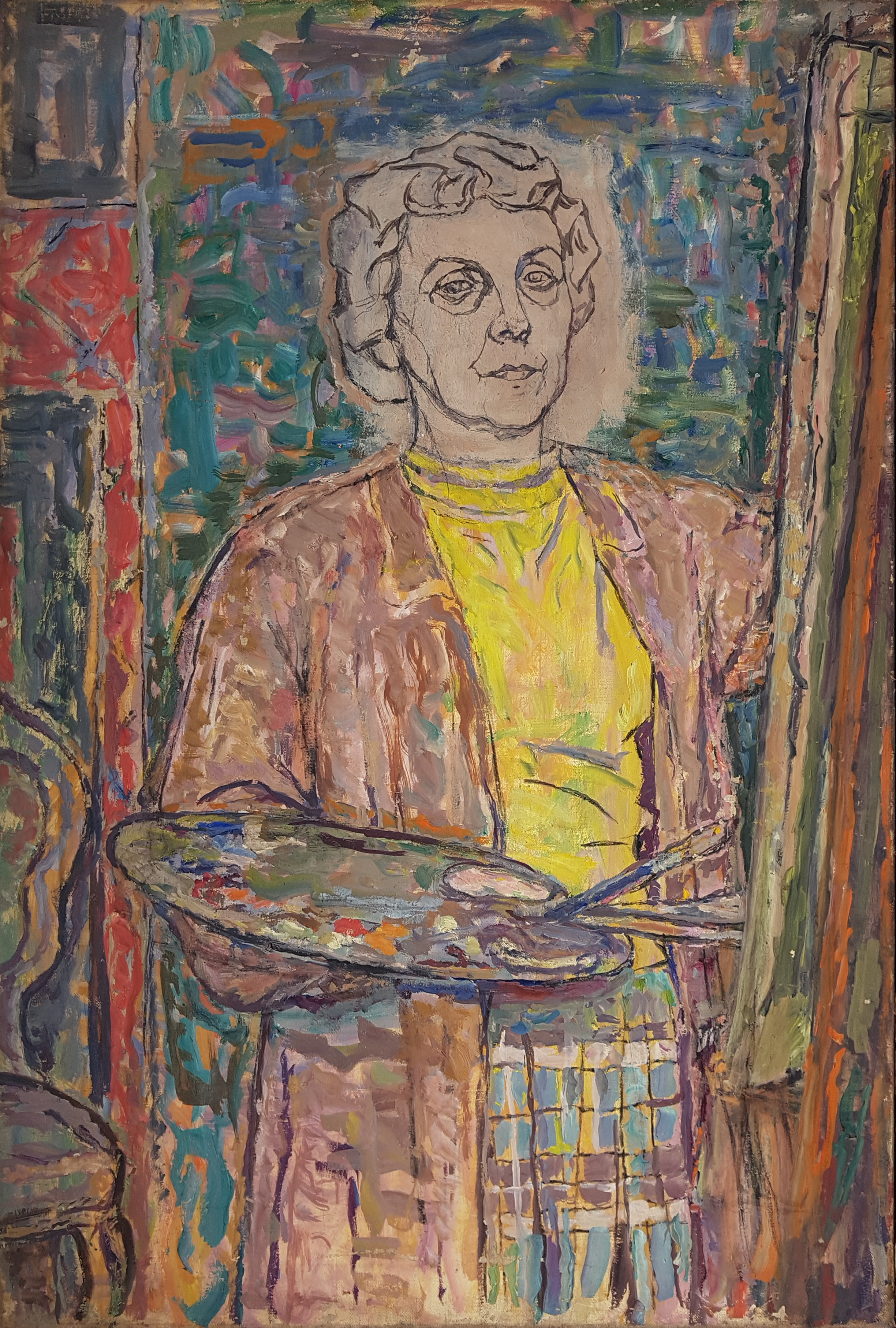
„Autoportret”
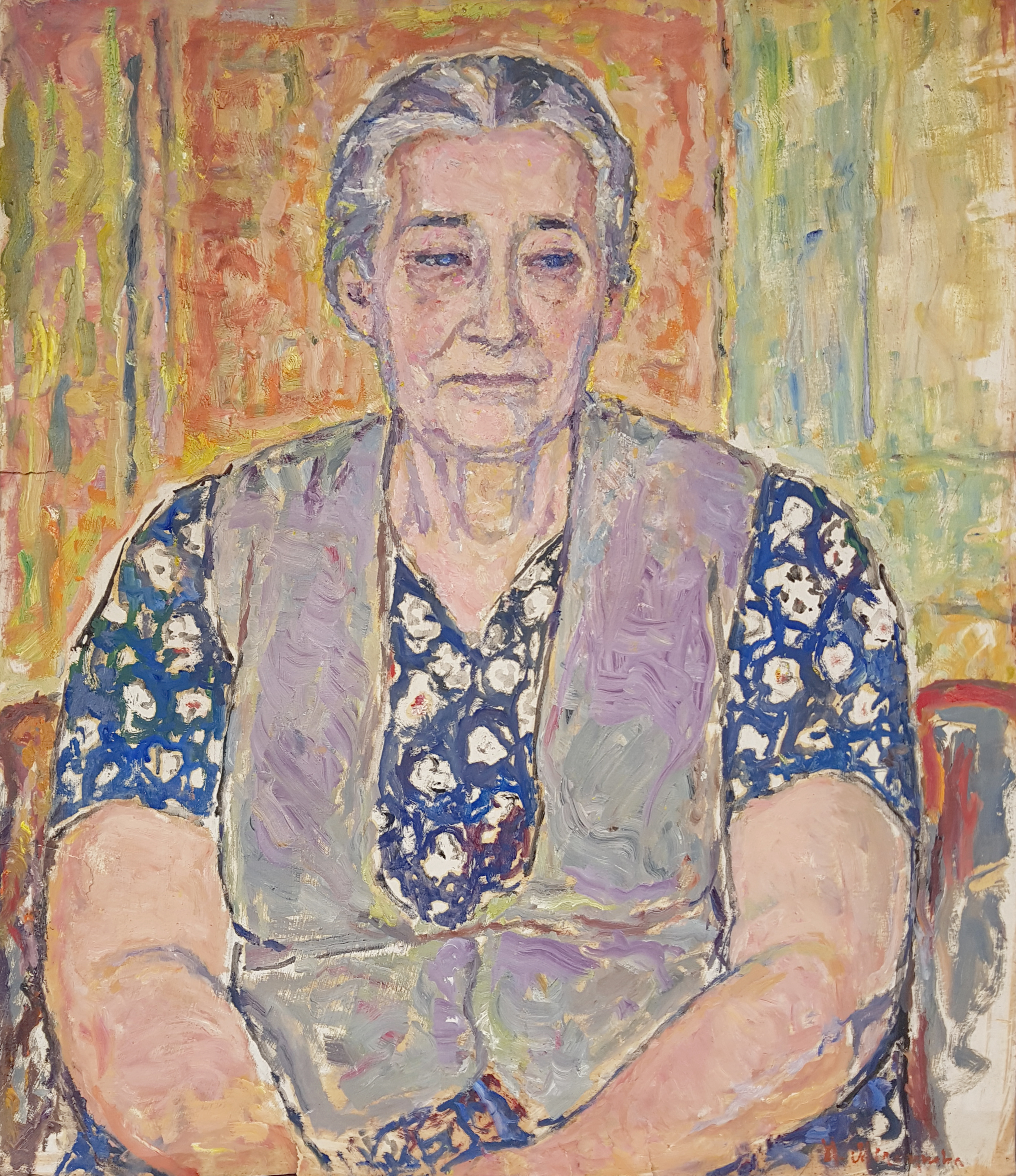
„Portret starszej kobiety”
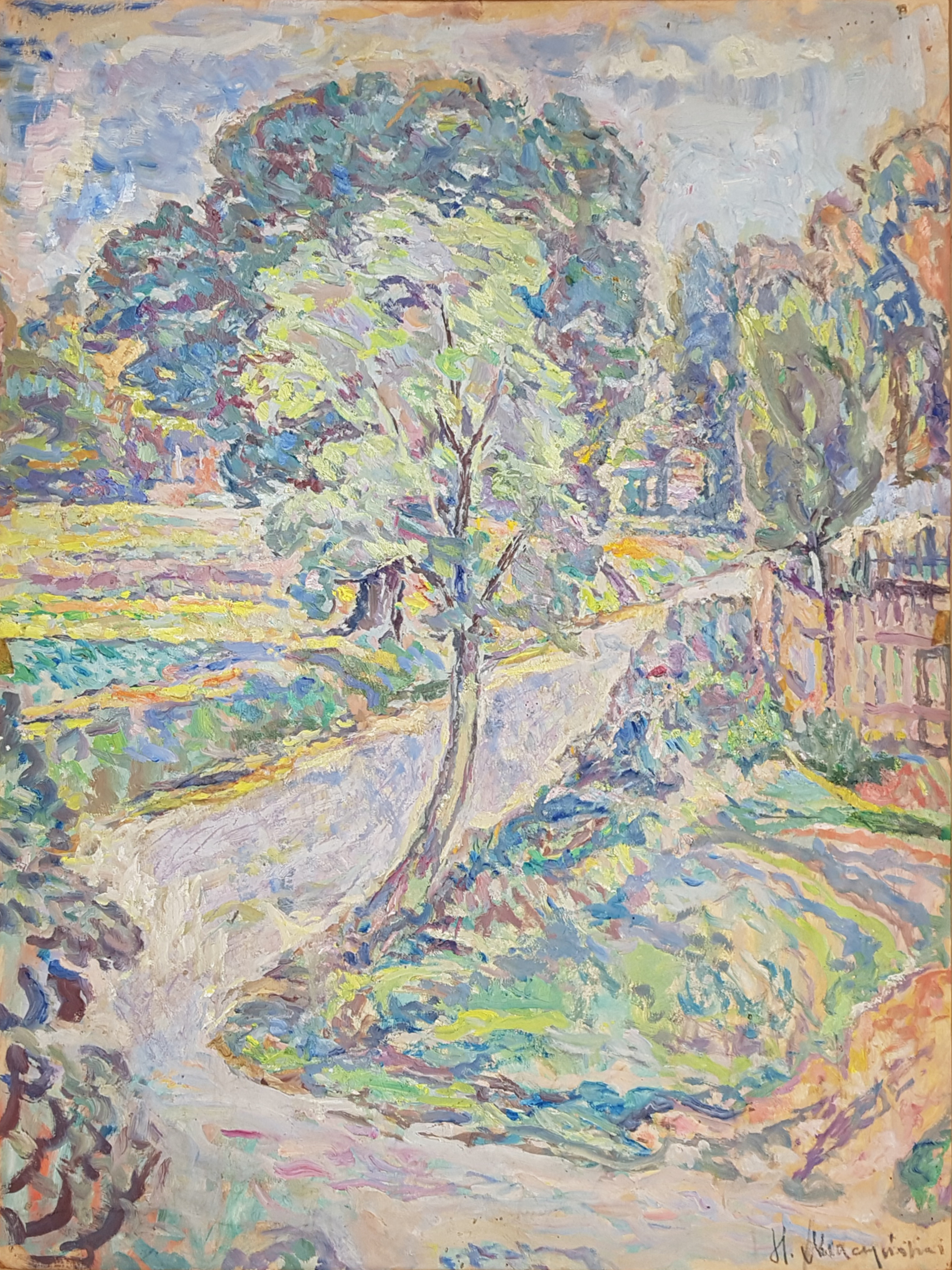
„Krajobraz z drzewem”
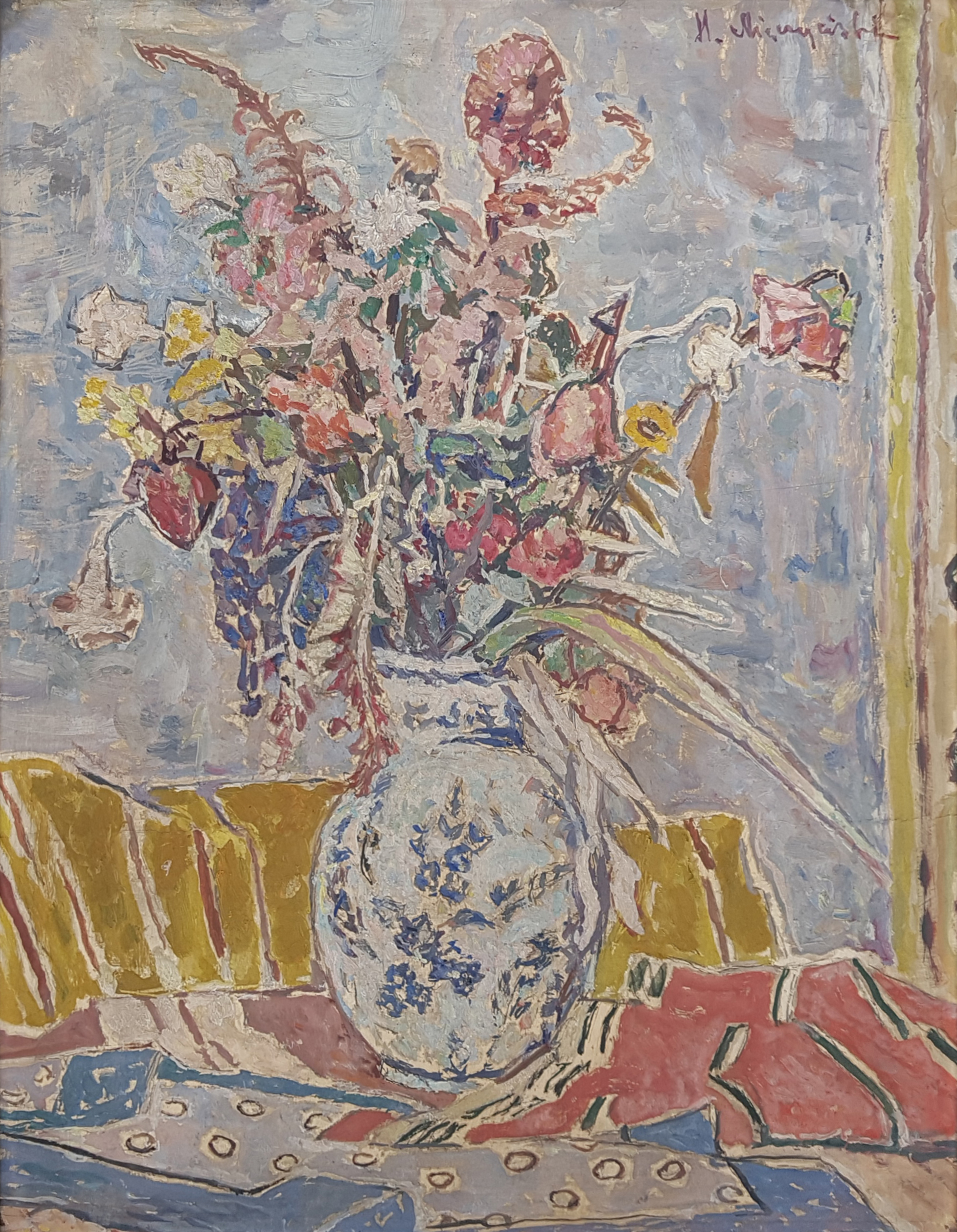
„Bukiet zeschłych kwiatów”, 1960.
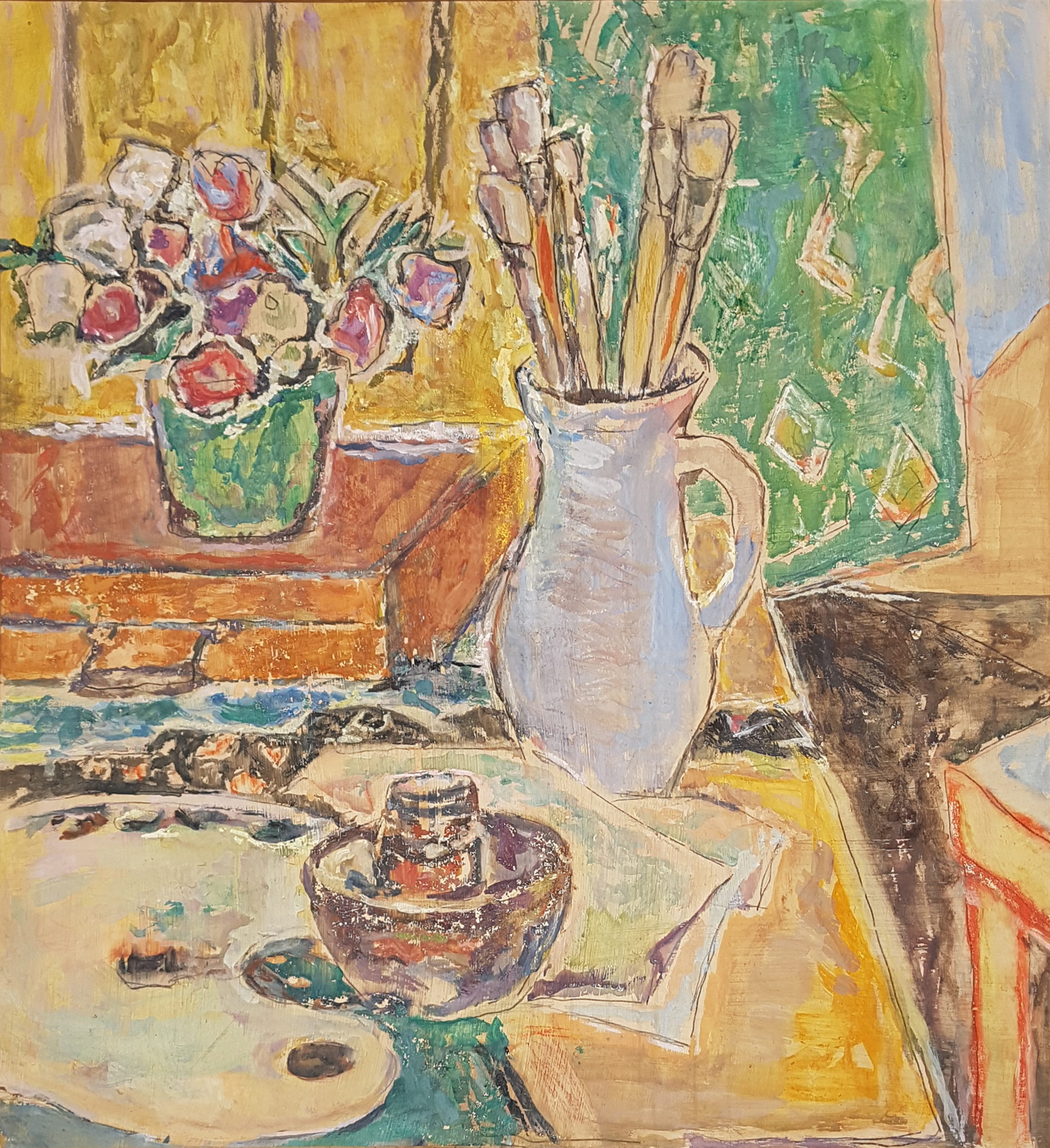
„Martwa natura z pędzlami”
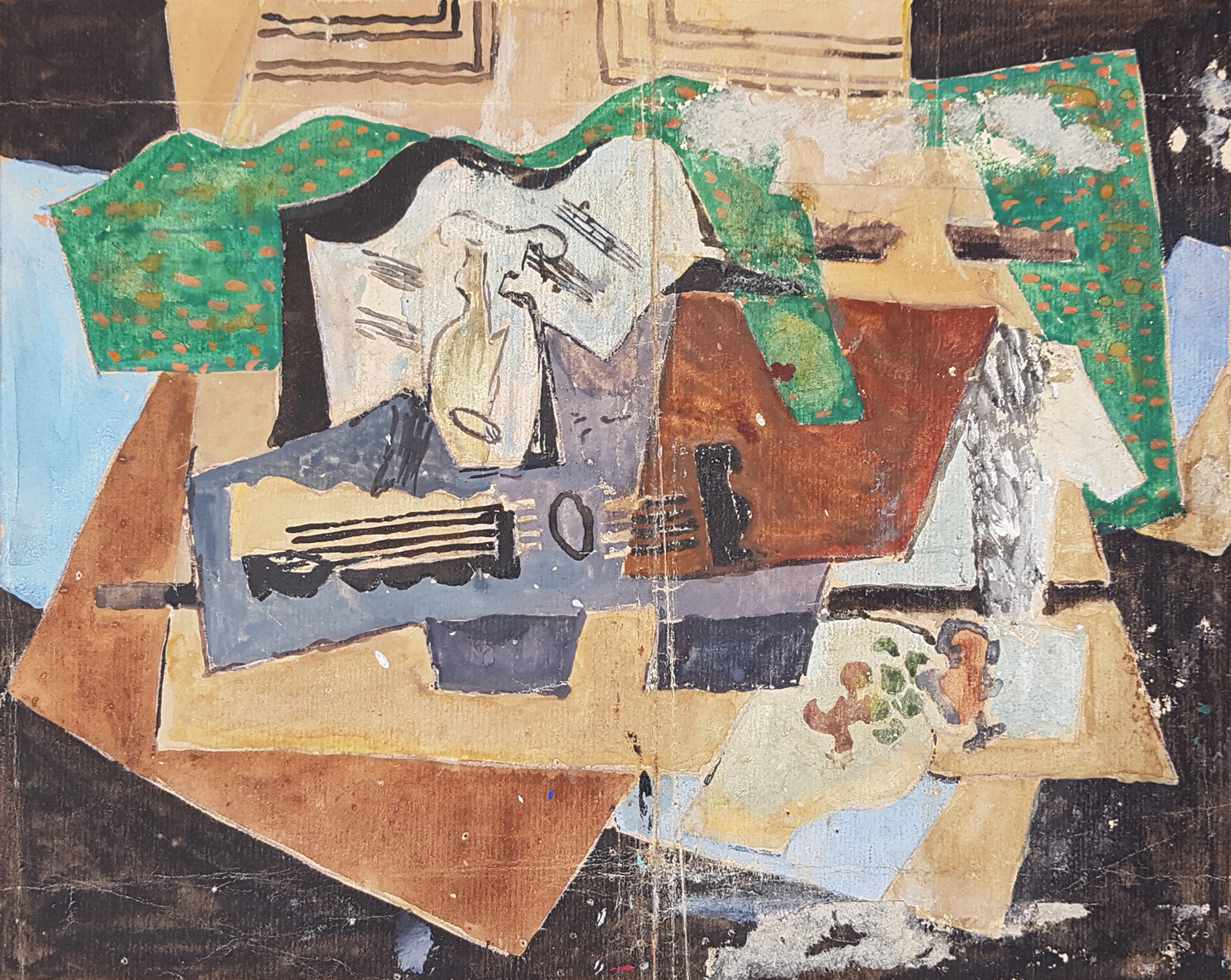
„Martwa natura” (kubistyczna)
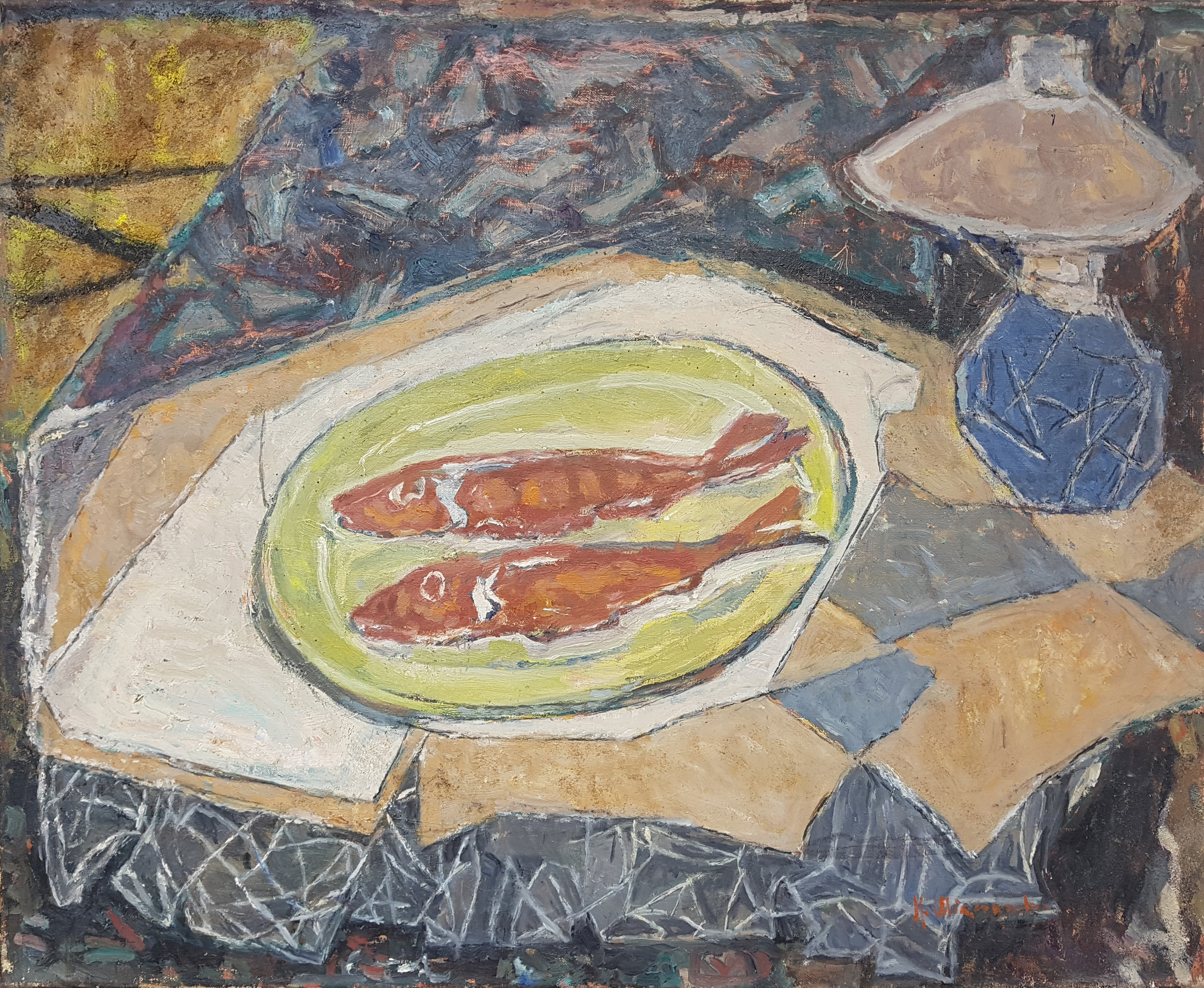
„Martwa natura z rybami”
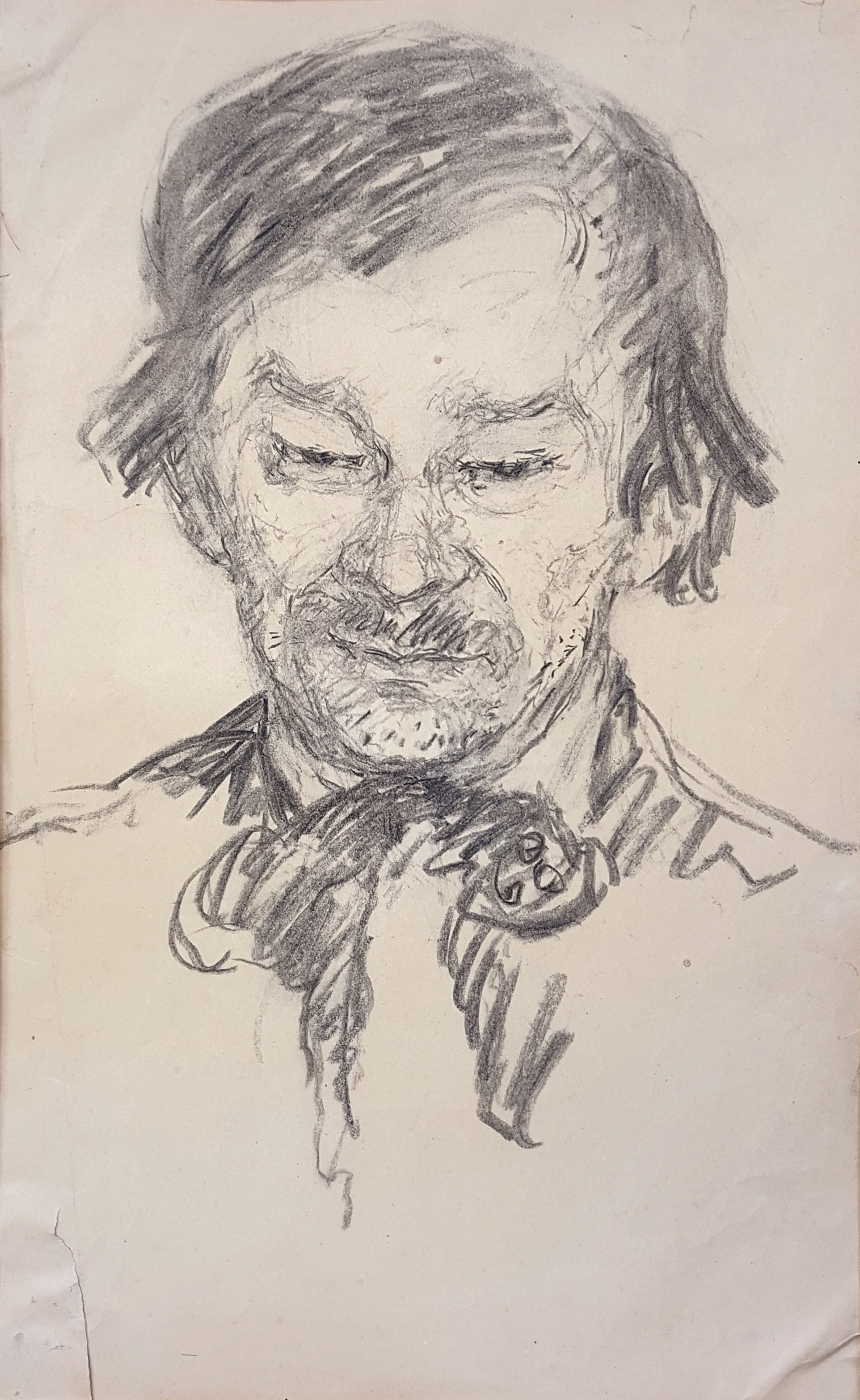
„Szkic do Nikifora”, 1953.

## Wybrane wystawy
- 1948 – Wystawa Pracy Kobiet, Klub Kobiet Pracujących Zawodowo, Kraków[13]
- 1950 – 61 Wystawa Bieżąca artystów krakowskich, Pałac Sztuki Kraków[14]
- 1950 – I Ogólnopolska Wystawa Plastyki, Warszawa[15]
- VI-IX 1954 – IV Ogólnopolska Wystawa Plastyki, Zachęta Warszawa[16]
- 1957 – Salon Towarzystwa Przyjaciół Sztuk Pięknych[17]
- XI-XII 1961/I 1962 – Polskie dzieło plastyczne w XV-lecie PRL. Wystawa malarstwa, ZPAP, Zachęta[18]
- 2019 – Rok Kobiet z krakowskiej Akademii Sztuk Pięknych, Muzeum ASP, Kraków

## Nagrody i wyróżnienia
- 1945 – wyróżnienie Ministerstwa Kultury i Sztuki za obraz Kwiaty (wystawiany na wystawie I Wystawa Malarstwa i Rzeźby, Pałac Sztuki, Kraków)
- 1953 – III nagroda za obraz Worcell, Hercen i Mazzini (wystawiany na wystawie X-lecie Wojska Polskiego w Plastyce, Warszawa)
- 1954 – wyróżnienie MKiS za obraz Rzeźbiarka przy pracy (wystawiany na wystawie IV Ogólnopolska Wystawa Plastyki, Zachęta, Warszawa)[19]
- 1962 – nagroda Ministerstwa Kultury i Sztuki za całokształt pracy twórczej

## Prace w zbiorach
- Muzeum Narodowe w Krakowie (Kwiaty – MNK II-b-1531), (Pejzaż – MNK II-b-3181)
- Muzeum Okręgowe w Nowym Sączu (Nikifor – malarz ludowy)
- Muzeum Narodowe w Warszawie (Rzeźbiarka przy pracy i Worcel, Herzen i Mazzini)
- w zbiorach prywatnych wnuczki Anny Miączyńskiej-Van Veen